# Bandura
Bandura je lidový hudební nástroj pocházející ze staré Ukrajiny. Připomíná vzdáleně kytaru, loutnu či balalajku. Drží se na koleně. Dodnes se na ni hraje v lidových souborech na Ukrajině.

## Historie
První zmínky o banduře přinesli řečtí kronikáři již v 6. století, kdy do svých zápisů popsali bulharské válečníky, kteří hráli na nástroj podobný loutně. Tito hudebníci byli později nazývání kobzáři. Své jméno dostali právě podle hudebního nástroje, kterým doprovázeli válečníky do bitvy, tehdy nazývaný kobza. Hudební předchůdce moderní bandury neměl tolik strun jako dnes a celkově byl mnohem menší.
Existují tři základní typy bandur: klasická, využívající diatonickou stupnici, o dvaceti strunách, kyjevská, laděná chromaticky, s 55-64 strunami, a charkovská bandura (tzv. „poltavka“) o 34-65 strunách, využívající obou dvou ladění.